# Araci (Rumunia)
Araci (węg. Árapatak) – wieś w Rumunii, w okręgu Covasna, w gminie Vâlcele. W 2011 roku liczyła 2196 mieszkańców.